# André Bellessort
André Bellessort (n. 19 martie 1866, Laval, Pays de la Loire, Franța – d. 22 ianuarie 1942, Paris, Franța sub ocupație nazistă) a fost un poet și romancier francez, membru al Academiei Franceze.

## Biografie
Bellessort a fost poet și eseist, dar și un călător ce a ajuns în Chile, Bolivia și Japonia. 

## Operă literară
- Mythes et poèmes, 1894
- Chanson du Sud, 1896
- Reine Cœur, 1896
- La Jeune Amérique, 1897
- En Escale (de Ceylan aux Philippines), 1900. Perrin, 1927
- La Société japonaise, Perrin, 1912
- La Suède, Perrin, 1912
- Saint François-Xavier, l'apôtre des Indes et du Japon, Perrin, 1917
- La Roumanie contemporaine
- Balzac et son œuvre, Perrin, 1924
- Le Nouveau Japon, Perrin, 1926
- Sainte-Beuve et le dix-neuvième siècle, Perrin, 1927
- Les Journées et les nuits japonaises
- Sur les grands chemins de la Poésie classique
- Victor Hugo : essai sur son œuvre, Perrin, 1930
- L'Apôtre des Indes et du Japon. Saint François Xavier, Perrin, 1931
- Les Intellectuels et l'avènement de la Troisième République, Grasset, 1931
- La Société française sous Napoléon III, Perrin, 1932
- Athènes et son théâtre, 1934, 1954
- Essai sur Voltaire, Cours professé à la société des conférences, Perrin, 1938
- Sainte Bathilde Reine de France, Albin Michel, 1941
- XVIIIe siècle et Romantisme, Fayard, 1941
- Le collège et le monde, Gallimard, 1941
- Parmi les âmes étrangères, Perrin, 1942
- Virgile, son œuvre et son temps, Perrin, 1943